# Jardim Pernambuco (Nova Iguaçu)
Jardim Pernambuco é um bairro do município brasileiro de Nova Iguaçu do estado do Rio de Janeiro. O bairro possui 9178 habitantes e faz divisa com os bairros de Jardim Palmares, Rosa dos Ventos, Jardim Nova Era e Comendador Soares.
O bairro fica localizado próximo à Rodovia Presidente Dutra.